# Poelenloop
De Poelenloop, ook wel Rijt genoemd, is een beek in de Noord-Brabantse Kempen. De beek ontspringt ten noorden van het dorp Eersel bij de buurtschap Driehuis. Hier bevond zich vroeger een moerassig gebied dat de Poelen werd genoemd. 
De Poelenloop stroomt door de gemeenten Eersel en Veldhoven via de gehuchten Sneidershoek en Hoekdries naar het dorp Knegsel en vervolgens langs de buurtschappen Wolfshoek en Zittard, alvorens uit te monden in de Gender.
In de gemeente Veldhoven wordt de Poelenloop betrokken bij de nieuwbouwplannen voor Veldhoven-West. Het landschap rondom de beek zal worden aangepast tot een hoogwaardig natuurlandschap met een moerassig karakter.